# Bő
Bő es un pueblo ubicado en el distrito de Sárvár, en el condado de Vas, Hungría.

## Superficie
Posee una superficie de 10,65 kilómetros cuadrados.

## Demografía
Hasta 2019 la población era de 777 habitantes, con una densidad de población de 72,96 habitantes por kilómetro cuadrado.